# Воинские части и подразделения, подчинённые управлению РЭБ ВМС США
Оперативный штаб (ОШ, командование) ПВ (психологической войны) и радиоэлектронной борьбы (РЭБ) ВМС отвечает за организацию и ведение РЭР в интересах ВМС США и других федеральных ведомств разведсообщества, работу дешифровальных служб, осуществляющих обработку перехваченной закрытой электронной и радиокорреспонденции, безопасность всех видов электронной и радиосвязи в системах боевого управления ВМС США и КМП США Кроме того, наряду с ведением РЭР Оперативный штаб выполняет задачи проведения операций информационной и психологической войны при ведении ВС США боевых действий различной интенсивности.

### Центры и станции РЭР и связи в подчинении ОШ информационной войны и РЭБ ВМС
ОШ информационной войны и РЭБ ВМС осуществляет административный контроль за следующими подразделениями РЭР:
- Управление компьютерных сетей ВМС, Норфолк, Вирджиния
- Центр спутниковой разведки ВМС, Мугу, Калифорния
- Управление операций киберзащиты ВМС, Норфолк, Вирджиния
- Центр связи Атлантического флота США, Норфолк, Вирджиния
- Центр РЭР ВМС, Чезапик, Вирджиния
- Станция РЭР ВМС, Джексонвилл, Флорида
- Станция РЭР ВМС, Бахрейн
- Станция РЭР ВМС Сицилия, Италия
- Станция РЭР ВМС, Неаполь, Италия
- Центр связи Тихоокеанского флота США, Уэхайва, Гавайские острова
- Станция РЭР ВМС, Сан-Диего, Калифорния
- Станция РЭР ВМС, Гуам, Марианские острова
- Центр связи ВМС США на Дальнем Востоке, Йокосука, Япония
- Группа дезинформации ВМС, Вашингтон, округ Колумбия
- Группа РЭБ ВМС, Шугар Гроувс, Западная Вирджиния
- Группа РЭБ ВМС, Пенсакола, Флорида
- Группа РЭБ ВМС, Менвит Хилл, Великобритания
- Группа РЭБ ВМС, Аврора, Колорадо
- Группа РЭБ ВМС, Форт-Гордон, Джорджия
- Группа РЭБ ВМС, Форт-Мид, Мэриленд
- Группа РЭБ ВМС, Йокосука, Япония
- Группа РЭБ ВМС, Сан-Антонио, Техас
- Группа РЭБ ВМС, Мисава, Япония
- Группа РЭБ ВМС, Норфолк, Вирджиния
- Группа РЭБ ВМС, Ок-Харбор, Вашингтон
- Группа РЭБ ВМС, Сан-Диего, Калифорния
- Группа РЭБ ВМС, Скофилд-баракс, Гавайские острова
- Группа РЭБ ВМС, Бахрейн.

Также в настоящее время в ведении ОШ информационной войны и РЭБ ВМС находятся 14 отрядов РЭР, которые дислоцированы на территории США:
на военных базах СВ США :
- Форт-Мид
- Форт-Гордон (ш. Джорджия)
- Скофилд-Бэррэкс (Гавайи)

на ВМБ:
- Норфолк (ш. Вирджиния)
- Сан-Диего (Калифорния)

на АБ (военных аэродромах) ВМС США:
- Пенсакола (ш. Флорида)
- Уидби-Айленд (ш. Вашингтон)

в н. п.:
- Шугар-Гроув (штат Западная Виргиния)
- Сан-Антонио (Техас)
- Орора (Колорадо)

За рубежом:
в Бахрейне
на передовом пункте базирования ВМС Манама
в Японии
- на передовом пункте базирования ВМС США Иокосука
- на АБ (военном аэродроме) ВВС США Мисава

в Великобритании:
- на пункте РЭР ВВС Великобритании Менвит-Хилл

Отдельные группы РЭР из состава отрядов на территории США также находятся в:
- Брансуик (ш. Мэн)
- Гротон (ш. Коннектикут)
- Чесапик (ш. Вирджиния)
- Дэм-Нек (ш. Виргиния)
- Якима (ш. Вашингтон)
- Анкоридж (ш. Аляска)
- Кэмп-Смит
- Канеохе-Бей (Гавайи)

за рубежом:
- в Ю.Корее (база ВС США в г. Сеуле)
- в Австралии (станция космической разведки Пайн-Гэп (г. Алис-Спрингс))
- в Великобритании (пункте РЭР ВВС Великобритании Дигби и пункте РЭР на АБ ВВС Великобритании Молсворт

Кроме того, управлению в оперативном отношении оперативно подчинен дислоцированный на территории АНБ батальон шифровальщиков КМП США (Marine Cryptology Support Battalion).